# Потоковая безопасность
Потоковая безопасность (англ. thread-safety) — это концепция программирования, применимая к многопоточным программам. Код потокобезопасен, если он функционирует исправно при использовании его из нескольких потоков одновременно. В частности, он должен обеспечивать правильный доступ нескольких потоков к разделяемым данным.
В общем случае потоковая безопасность достигается сложно. Но существует несколько источников выявления нарушений потоковой безопасности:
- доступ к глобальным переменным или динамической памяти (куче);
- выделение/освобождение ресурсов, имеющих глобальные ограничения (файлы, процессы и др.);
- неявный доступ через ссылки и указатели;
- побочный эффект функций.

Есть несколько способов достигнуть потоковой безопасности:
РеентерабельностьНаписание кода в таком стиле, что он может быть частично выполнен одним потоком, затем другим, и продолжен первым. Это требует сохранения состояния в локальных переменных, обычно в стеке, вместо глобальных или статических переменных.
ЛинеаризуемостьНаписание кода процедур (операций) таким образом, что результат любого их параллельного выполнения эквивалентен некоторому последовательному выполнению.